# Еделево (Нижегородская область)
Еделево — село в Бутурлинском муниципальном округе Нижегородской области России.
Территориальная принадлежность села неоднократно менялась.
с. Еделево (Успенское) Нижегородской губернии:
- Сергачский уезд, центр Еделевской волости, до ее ликвидации в 1922 г. (фактическое переименование с переносом центра)
- Сергачский уезд, в составе Лопатинской волости, до передачи ее в Бутурлинский район в 1929 (уезд ликвидирован тогда же).
- Бутурлинский р-н, в составе Андросовского, а затем Кочуновского сельсовета - с 1929 до н.в. В 1954-1957 годах Бутурлинский район входил в состав Арзамасской области.
В настоящее время относится к Бутурлинскому району, сельсовет Кочуново.
До того, как были образованы уезды, местность называлась "Пьянский Стан" (Пьянской Стан), в одном из исторических документах также встречается название "Пьянская волость", по наименованию реки Пьяна, протекающей огромной петлей по всей этой местности и далее впадающей в Суру, которая в свою очередь является притоком Волги. Некоторые исследователи называют местность, где находится Еделево - Межпьянье.
Еделево стоит на берегу речки Веренее, являющейся притоком реки Ивашка (ранее Иваш), после впадающая в Пьяну. Веренея и Ивашка в этой части - реки сезонные, большую часть года их почти нет, есть только овраг с ручейком. Реками они становятся весной или при сильных дождях.
Название Еделево происходит от фамилии мордовских мурз, которым были пожалованы эти земли. Саму фамилию связывают с мордовским языческим мужским именем Идальтя или Едел или Еделка. Еделевы уже к XVI-XVII веку разделились на несколько родов - "арзамасско-нижегородский", "симбирский", "пензенский" и другие. Еделево (Успенское) - это бывшие земли арзамасско-нижегородской ветви Еделевых.
На 1864 г. в селе числилось 116 дворов, мужчин - 594, женщин - 614.
В середине 80-х годов 19 века в с. Еделево останавливался выдающийся учёный – естествоиспытатель, основоположник почвоведения как науки профессор В.В.Докучаев при исследовании почв в Нижегородской губернии останавливался в селе Еделево. Здесь он исследовал почву в трёх местах. По глубине залегания плодородного слоя и по анализу содержания минеральных веществ он определил чернозём лучшего качества. И тогда учёный записал: “Мы увидим ниже, при сравнении данного чернозёма с другими почвами Сергачского уезда, что он должен занимать по мощности, составу и общей производительности, - несомненно, первое место”. По итогам экспедиции в селе был установлен памятный знак, на котором было написано: “Здесь в селе Еделево экспедицией профессора В.В.Докучаева обнаружен чистый чернозём”. Знак просуществовал до сороковых годов. В годы Великой Отечественной войны был нарушен.
Один из выдающихся уроженцев села -  И.Д. Агейчев: был моряком, служил гальванером на крейсере “Аврора”, принимал активное участие в событиях февральской и октябрьской революций 1917 г., участвовал в штурме Зимнего, принимал участие в создании Волжской военной флотилии, в её составе сражался против Колчака, Деникина, Врангеля, банд Козлова. Агейчев был дважды ранен и контужен. Службу закончил на линкоре “Парижская коммуна”. Документы о прохождении службы И.Д.Агейчева хранятся в музее легендарного крейсера “Аврора”.
Село к настоящему времени полностью вымерло. Около 2012 года в результате поджога травы все сохранившиеся деревянные постройки выгорели, кроме одного дома. Сохранились руины церкви Успения Пресвятой Богородицы (была открыта летом 1830 года и построена на средства местного помещика, участника Отечественной войны 1812 года (4-й пехотный полк Нижегородского ополчения) поручика П.А. Болтина, а также на средства жителей села. До этого в течение ста лет была деревянная церковь.) и кирпичные стены двухэтажного дома ок. 1913-1915 года постройки.

## География
Село находится на юге центральной части Нижегородской области, в зоне хвойно-широколиственных лесов, на расстоянии приблизительно 20 километров (по прямой) к юго-востоку от посёлка городского типа Бутурлино, административного центра района. Абсолютная высота — 124 метра над уровнем моря.
Климат
Климат характеризуется как умеренно континентальный, с относительно тёплым летом и холодной, продолжительной и малоснежной зимой. Среднегодовая температура — 3,2 °C. Средняя температура воздуха самого тёплого месяца (июля) — 18,8 °C (абсолютный максимум — 36 °C); самого холодного (января) — −12,4 °C (абсолютный минимум — −44 °C). Среднегодовое количество атмосферных осадков составляет 500—550 мм. Устойчивый снежный покров устанавливается, как правило, в третьей декаде ноября и держится в среднем 154 дня.
Часовой пояс
Село Еделево, как и вся Нижегородская область, находится в часовой зоне МСК (московское время). Смещение применяемого времени относительно UTC составляет +3:00.

## Население
| 2002 | 2010 |
| ---- | ---- |
| 2    | ↗3   |

Национальный состав
Согласно результатам переписи 2002 года, в национальной структуре населения чуваши составляли 100 %.